# Priče (knjiga)
Priče je petnaesta po redu knjiga književnika Perice Jokića, objavljena u izdanju „Alme“ iz Beograda, 2018. godine.

## Izbor priča
Knjiga Priče predstavlja izbor priča iz opusa Perice Jokića. Reč je o satiričnim pričama koje u sebi imaju dosta humorističkih, nadrealističkih, a ponajviše, apsurdnih elemenata. Odabrane su najkraće kratke priče tako da najveći dio knjige čine priče dužine od jedne do tri rečenice.

## Nimanijevska trilogija
Priče koje su odabrane za ovu knjigu potiču iz Jokićeve trilogije: Iskustva Roberta Nimanija (2014), knjige koja broji 167 priča, Ogledi Roberta Nimanija (2015), 145 priča i Saznanja Roberta Nimanija (2018), 225 priča. Iz toga fonda, za knjigu Priče Izdavač je odabrao 137 priča. 

## Struktura i tehničke osobine knjige
Knjiga Priče Perice Jokića štampana je u A7 formatu. Na 146 stranica je stalo 137 priča gde ni jedna nije duža od stranice.